# El otro yo de Marcela
 El otro yo de Marcela es una película en blanco y negro de Argentina dirigida por Alberto de Zavalía según el guion de Sixto Pondal Ríos y Carlos Olivari sobre el argumento de Zavalía, que se estrenó el 13 de junio de 1950 y que tuvo como protagonistas a Delia Garcés, Alberto Closas, Juan Carlos Mareco y Diana Maggi. En la película también colaboró Alfredo Alaria en la coreografía. Dos años antes había sido un éxito teatral.

## Sinopsis
Dos maridos utilizan a un tímido profesor para cubrir sus infidelidades pero aquel por candidez hace que esposas y amantes se conozcan.

## Reparto
- Delia Garcés
- Alberto Closas
- Juan Carlos Mareco
- Diana Maggi
- Diana de Córdoba
- Pedro Pompilio
- Leonor Rinaldi
- Fernando Siro
- Alfredo Alaria
- Rafael Diserio

## Comentarios
Para Manrupe y Portela es una “intrascendente comedia de la que solo cabe esperar el final# en tanto la crónica del semanario Marcha de Montevideo dijo:

”El tiempo y el dinero que el cine argentino invierte en estas tonterías no tiene otra posible disculpa que el alejado éxito de la obra teatral de origen, pero está por demostrarse el ingenio que allí emplearon los señores Pondal Ríos y Olivari que hace muchos años viven de estas recetas.”